# Çamlık, Selçuk
Çamlık là một xã thuộc huyện Selçuk, tỉnh İzmir, Thổ Nhĩ Kỳ. Dân số thời điểm năm 2010 là 987 người.